# Lucanus lunifer franciscae
Lucanus lunifer franciscae es una subespecie de la especie Lucanus lunifer de coleóptero de la familia Lucanidae.

## Distribución geográfica
Habita en Assam, Khasi y Birmania.